# Marie-Louise Lachapelle
Marie-Louise Lachapelle (París, 1 de enero de 1769-4 de octubre de 1821) fue una matrona francesa, que llegó a desempeñar el cargo de jefa de obstetricia en el Hôtel-Dieu de París, el hospital más antiguo en París. Publicó libros de texto sobre anatomía de la mujer, ginecología y obstetricia. Era contraria al uso de fórceps y escribió Pratique des accouchements, que se convirtió durante mucho tiempo en el texto de obstétrica estándar, y en el que promovió los partos naturales. Es generalmente considerada como la madre de la obstetricia moderna.

## Biografía
Lachapelle nació en París, hija única de una conocida comadrona, Marie Jonet, y de Louis Dugès, un funcionario de salud. Además su abuela también era comadrona. Muy joven comenzó a trabajar de comadrona gracias a las enseñanzas recibidas desde muy niña de su madre. En 1792, se casó con un cirujano que trabajaba en el Hôpital Saint-Louis.
Entre 1792 y 1795, dio a luz a una hija, y dejó de trabajar. Pero la muerte de su marido, acaecida tras tres años de matrimonio la convierten en la única responsable del mantenimiento de su hija, lo cual supuso tener que volver a trabajar como comadrona.
Su hija no siguió la tradición familiar de especializarse para ser comadrona e ingresó en un convento.
Lachapelle murió de cáncer de estómago en 1821 después de una corta enfermedad.

## Carrera
Mientras su madre todavía vivía, se había reorganizado la sala de maternidad, y Lachapelle asistía a su madre como matrona jefa asociada. A la edad de doce años, ya asistía en partos complicados.
Tras la muerte de su madre, Lachapelle heredó la posición que esta tenía como jefe en el Hôtel-Dieu, el hospital público más grande de París, en 1797. El hospital asistía a los pobres y fue apoyado económicamente por Notre Dame de París. Era el mejor hospital obstétrico de su tiempo y era conocido por su escuela de matronas Pasó parte de 1796 y 1797 amplió sus estudios de la obstetricia con Franz Naegele,
Jean-Louis Baudelocque se dio cuenta de la necesidad de una escuela organizada de comadronas. Debido a la experiencia médica de Lachapelle y su reputación, se le solicitó que dirigiera la nueva escuela normal de comadronas, y hospital de niños que el gobierno de Napoleón estableció en Port Royal, La Maternidad. Con la finalidad de incrementar todavía más sus conocimientos en obstetricia, Lachapelle fue a Heidelberg para estudiar, y luego regresó a París, donde se convirtió en jefe de la maternidad y hospital de niños del nuevo Hospicio de la Maternidad, una rama del Hôtel-Dieu de Port Royal.
Lachapelle murió sin terminar su libro, que fue finalizado por su sobrino Antoine Louis Dugès, también obstetra, quien lo publicó en 1825 bajo el título Pratique des accouchements; ou Mémoires et observaciones choisies, sur les points les plus importants de l'art; el libro fue muy influyente en todo el siglo XIX. En este libro es donde se puso en evidencia su rechazo a la utilización de fórceps en el parto para la mayoría de los casos y abogó por una intervención mínima por los médicos durante el mismo.